# 德国国防军空军诺沃特尼突击大队
诺沃特尼突击大队（Kommando Nowotny）是納粹德國空軍组建于第二次世界大战末期的一支战斗机大队，其任务主要是测试Me 262戰鬥機的性能。该部队的始创者、第一任大队长是沃爾特·諾沃特尼，部队名称由此而来。